# اما کلارک
اما کلارک (۱۸۷۶ - ۱۹۰۵) یک فوتبالیست بریتانیایی بود که به‌عنوان اولین فوتبالیست سیاه‌پوست زنان در بریتانیا شناخته می‌شود.

## اوایل زندگی
اما کلارک از پدرش ویلیام و مادرش ویلهلمینا کلارک در بوتل متولد شد. اما، همراه با خواهرش که او نیز یکی از اولین فوتبالیست‌های زن سیاه‌پوست در بریتانیا بود، در بوتل بزرگ شد. وی از سن ۱۵ سالگی به عنوان شاگرد شیرینی‌پز کار کرد و آموزش‌های ورزشی را با بازی کردن در خیابان‌های محل زندگی، در منطقه‌ای بسیار نزدیک به محل زندگی هلن گراهام متیوز، دریافت کرد. متیوس بعداً نام خود را به روی تیمی گذاشت که کلارک در آغاز قرن بیستم برای آن بازی می‌کرد. نام این تیم، تیم تازه‌کار خانم گراهام بود.

## حرفه فوتبال
کلارک معمولاً به عنوان یک بازیکن خارج از زمین بازی می‌کرد که توسط روزنامه دیلی ولز جنوبی به عنوان «دختر سیاه بادپا در جناح راست» توصیف می‌شود. او همچنین به عنوان دروازه‌بان بازی می‌کرد.
فوتبال باشگاهی او در سال ۱۸۹۵ آغاز شد، زمانی که او اولین بازی خود را برای باشگاه فوتبال بانوان بریتانیا انجام داد، یک باشگاه فوتبال تمام زنان اولیه که توسط لیدی فلورانس دیکسی حمایت می‌شد. تعدادی از افراد به نام «کلارک» ارائه جزئیات دقیق در مورد حرفه کلارک با بانوان بریتانیا را دشوار می‌کنند، با این حال، شواهد عکاسی نشان می‌دهد که او در عکس رسمی تیم «جنوب» تیم بانوان بریتانیا در مراسم تحلیف آنها صف آرایی کرده است. مسابقه نمایشگاهی، یک بازی که بیش از ۱۰۰۰۰ نفر در کراچ اند لندن تماشا کردند، بازی که تیم «جنوب» کلارک با نتیجه ۷–۱ شکست خورد.
اولین رکورد تیم‌های زنان در یک مسابقه فوتبال سازمان‌یافته در ۷ مه ۱۸۸۱ در پارک هیبرنیان ادینبورگ در مسابقه‌ای که به‌عنوان بازی ملی اسکاتلند و انگلیس ثبت شد (اگرچه به معنای امروزی یک ملی‌پوش کامل نبود) به ثبت رسید.
سال بعد (۱۸۹۶)، کلارک اولین بازی خود را برای تیم تازه‌کار خانم گراهام انجام داد، که به عنوان بخشی از تیمی انتخاب شد که در آن سال به اسکاتلند سفر کرد. علاقه به این تور بسیار زیاد بود و مسابقات آنها مرتباً هزاران نفر را جذب می‌کرد. علاوه بر دریافت هزینه‌ها، تخمین زده می‌شود که کلارک در طول تور تقریباً یک شیلینگ در هفته پرداخت می‌کرد.
در سال ۱۸۹۷، او برای تیمی که به عنوان «زن جدید و ده تن از دوستانش» در برابر «یازده مرد» توصیف می‌شود ظاهر شد. تیم بانوان با نتیجه ۳–۱ پیروز شد، اگرچه گزارش در آن زمان احساسات مربوط به بازی زنان را در آن زمان به وضوح نشان داد، و بازی را به عنوان یک بازی ترسناک توصیف کرد، اگرچه پذیرفت که «در نیمه دوم خانم‌ها خود را متمایز کردند». همچنین تصور می‌شود که خواهرش در این مسابقه بازی کرده باشد.
حرفه کلارک به عنوان یک فوتبالیست حداقل تا سال ۱۹۰۳ ادامه یافت.

## میراث
شرکت تئاتر فیوچرز تیئتر، نمایشنامه‌ای به نام آفساید نوشت که ورزش بانوان را تجلیل می‌کند و داستان کلارک را روایت می‌کند.
در سال ۲۰۱۹، یک لوح یادبود میراث آبی به یاد کلارک در مدرسه کمپسبورن، هورنسی، که محل تیم او کراچ اند اف‌سی است، رونمایی شد.